# Tweede Coalitieoorlog
De Tweede Coalitieoorlog (mei 1798 – 25 maart 1802) was een conflict tussen revolutionair Frankrijk en de Tweede Coalitie, een bondgenootschap van de Europese grote mogendheden Groot-Brittannië, Oostenrijk en Rusland.
Enkele maanden na het uitbreken van de oorlog greep Napoleon Bonaparte de macht in Frankrijk. Daarna stak hij de Alpen over en versloeg de Oostenrijkers in de Slag bij Marengo. De Oostenrijkers werden in 1801 gedwongen een vredesakkoord te sluiten met Napoleon, de Vrede van Lunéville. De Britten eindigden de oorlog met Frankrijk in de Vrede van Amiens in 1802.

## Achtergrond
De Eerste Coalitieoorlog was uitgelopen op een verpletterende nederlaag voor de vijanden van de Franse Revolutie. Na de Vrede van Campo Formio (17 oktober 1797) bleven alleen de Britten in staat van oorlog met Frankrijk. Napoleon maakte gebruik van de situatie door Egypte in 1798 binnen te vallen met een groot leger. Het doel hiervan was om de Europese handel met Azië te beheersen, de Britse positie te verzwakken en uitgebreid wetenschappelijk onderzoek te doen naar Egyptes verleden (egyptologie).

## 1798
De Expeditie van Napoleon naar Egypte begon door aanlanding in Alexandrië op 1 juli 1798. Hij vloeide voort uit de Franse mediterrane veldtocht van 1798 (mei tot december 1798).

## 1799
In 1799 brachten Groot-Brittannië en Oostenrijk een nieuwe coalitie op de been tegen Frankrijk. Deze Tweede Coalitie bestond, naast de Britten en Oostenrijkers, ook uit Rusland, het koninkrijk Napels, het Ottomaanse Rijk, het koninkrijk Portugal en de Franse royalisten. Het was de eerste keer dat Rusland zich in het conflict tegen Frankrijk mengde.
Een Russisch leger onder commando van generaal Aleksandr Soevorov viel Italië binnen en behaalde een reeks overwinningen op de Fransen. Soevorov veroverde Milaan en Turijn en versloeg de Fransen in de Slag bij de Trebbia op 19 juni. De Fransen moesten zich terugtrekken uit Italië en hielden alleen nog maar een bruggenhoofd in de Alpen en rond Genua over. Ook in Duitsland waren de geallieerden aan de winnende hand. Oostenrijkse troepen onder aartshertog Karel van Oostenrijk-Teschen dwongen de Fransen onder bevel van generaal Jean-Baptiste Jourdan terug achter de Rijn, waarna Jourdan vervangen werd door André Masséna.
Hierop trokken de Russen Zwitserland binnen, dat in 1798 door de Fransen was veroverd en veranderd in een vazalstaat, de Helvetische Republiek. Troepen onder bevel van generaal Aleksandr Rimski-Korsakov namen de stad Zürich in terwijl Soevorov met de Russische hoofdmacht over de Gotthardpas marcheerde om zich bij Korsakov te voegen. Voordat Soevorov hem kon bereiken werd Korsakov echter verpletterend verslagen door Masséna in de Tweede Slag bij Zürich op 25-26 september. Het Russische leger moest zich terugtrekken en uiteindelijk besloot Rusland om zich uit de coalitie terug te trekken. Tsaar Paul I sloot hierna een nieuw Verbond van Gewapende Neutraliteit met Koninkrijk Pruisen, Denemarken en Zweden.
In de Bataafse Republiek, de Franse vazalstaat in Nederland, viel een Brits-Russische invasiemacht in augustus de kop van Noord-Holland binnen en veroverde de Nederlandse vloot bij Den Helder. De geallieerden werden echter verslagen door Frans-Bataafse troepen in de Slag bij Bergen en de Slag bij Castricum en moesten zich uit Nederland terugtrekken (zie verder Brits-Russische expeditie naar Noord-Holland).
Napoleon was vanuit Egypte Syrië binnengevallen, maar de veldtocht draaide uit op een fiasco en hij moest zich weer terugtrekken naar Egypte, waar hij een Brits-Turkse invasiemacht versloeg. Napoleon vernam dat een staatsgreep in Frankrijk op handen was en besloot om zijn leger in Egypte achter te laten en terug naar Parijs te reizen, waar hij op 9 november de macht in Frankrijk greep in de Staatsgreep van 18 Brumaire (de datum 9 november in de Franse republikeinse kalender).

## 1800
Na de staatsgreep nam Napoleon persoonlijk de leiding over de Franse strijdkrachten in Italië, terwijl generaal Jean Victor Marie Moreau het commando kreeg over het Franse leger in Duitsland. In mei 1800 stak Napoleon de Grote Sint-Bernhardpas over met een groot leger. Masséna werd belegerd door de Oostenrijkers in Genua. Napoleon kwam Masséna echter niet te hulp. In plaats daarvan veroverde hij Milaan en sneed de Oostenrijkse lijnen af, in de verwachting dat de Oostenrijkers hierdoor het beleg van Genua af zouden breken. Dat deden ze echter niet; op 4 juni moest Masséna zich overgeven.

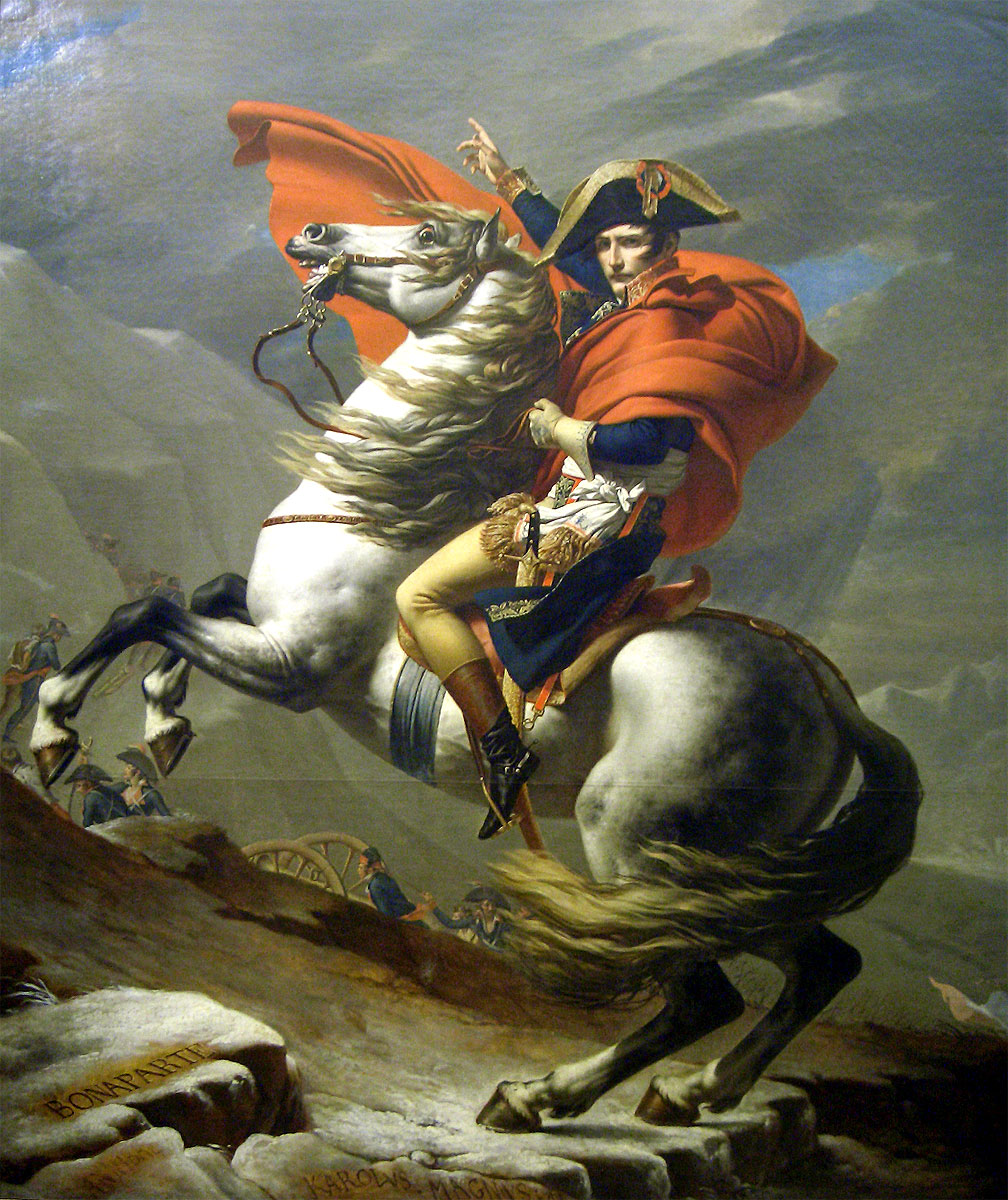
Op dit schilderij van Jacques-Louis David steekt Napoleon in 1800 de Grote Sint-Bernhardpas over. In werkelijkheid reed Napoleon op de rug van een ezel.

Op 14 juni, in de Slag bij Marengo, nabij Alessandria, kwam het eindelijk tot een treffen tussen Napoleon en de Oostenrijkers onder bevel van generaal Michael von Melas. De Oostenrijkse aanval kwam als een verrassing op de Fransen, die terug werden geslagen. De slag leek op een Oostenrijkse overwinning uit te lopen, maar Napoleon had geluk. Met de komst van verse troepen onder bevel van generaal Desaix kon hij in de tegenaanval gaan en de Oostenrijkers ternauwernood verslaan.
Ook in Duitsland zag het er slecht uit voor de geallieerden. Moreau was de Rijn overgestoken en dwong de Oostenrijkers terug in oostelijke richting. In de Slag bij Hohenlinden op 3 december, nabij München, werden de Oostenrijkse en Beierse troepen onder Karel van Oostenrijk-Teschen verpletterend verslagen. De Slag bij Hohenlinden was de laatste grote veldslag van de Franse revolutionaire oorlogen.

## 1801
Na de Franse overwinningen in Duitsland en Italië zag Oostenrijk zich gedwongen om vrede te sluiten. Op 9 februari 1801 werd de Vrede van Lunéville getekend. Hierbij moest Oostenrijk de Vrede van Campo Formio nogmaals erkennen, waarbij het de Oostenrijkse Nederlanden (het huidige België en Luxemburg) en grote gebieden in Italië aan Frankrijk en diens vazalstaten moest afstaan. Verder annexeerde Frankrijk alle Duitse gebieden ten westen van de Rijn, die werd erkend als de Frans-Duitse grens. Ook de Russen tekenden later het vredesverdrag.
Hiermee bleef alleen Groot-Brittannië nog over als vijand van Frankrijk. De Britten waren nog steeds oppermachtig op zee. Admiraal Horatio Nelson viel op 2 april de Deens-Noorse vloot aan in de Zeeslag van Kopenhagen, en vernietigde het grootste deel van de vloot. Met de moord op tsaar Paul I op 23 maart betekende dit het einde van het Verbond van Gewapende Neutraliteit. In Egypte versloegen de Britten de achtergebleven Fransen, die zich op 2 september overgaven.
De Franse bondgenoot Spanje verklaarde de oorlog aan Portugal nadat de Portugezen geweigerd hadden om hun bondgenootschap met de Britten te beëindigen. In de korte Sinaasappeloorlog die hierop volgde, werd Portugal verslagen. Portugal moest onder meer Olivenza afstaan aan Spanje.

## 1802
De Britten, die al sinds 1792 oorlog met de Fransen voerden, waren echter moegestreden. Op 25 maart 1802 sloten ze de Vrede van Amiens met Frankrijk. Hierbij erkende Groot-Brittannië de Franse republiek, en gaven de Britten de Kaapkolonie en andere bezette Nederlandse koloniën terug aan de Bataafse Republiek. De Britten kregen Trinidad en Tobago en de Nederlandse kolonie Ceylon. Frankrijk moest zich terugtrekken uit de Kerkelijke Staat en Malta.
De vrede duurde echter maar één jaar. Het was de enige periode van vrede tussen de Britten en Fransen tijdens de gehele Franse revolutionaire en napoleontische oorlogsperiode van 1792 tot 1815.
Eerste Stockach · Cassano · Eerste Zürich · Montebello · Trebbia · Novi · Bergen · Tweede Zürich · Castricum · Genua · Tweede Stockach · Marengo · Höchstädt · Hohenlinden · Kopenhagen · Algeciras · Alexandrië
Eerste · Tweede · Derde · Vierde · Vijfde · Zesde · Zevende (Honderd Dagen)
- Biblioteca Nacional de España: XX5349523
- Bibliothèque nationale de France: cb120680358 (data)
- Gemeinsame Normdatei: 4164330-6
- Library of Congress Control Number: sh85119413
- Nationale Bibliotheek van Letland: 000344842
- Nationale Bibliotheek van Tsjechië: ph659010
- Nationale Bibliotheek van Israël: 987007529429305171
- Système universitaire de documentation: 028950992